# Indravarman I.
Indravarman I. († 890) war ein König von Angkor und regierte von 877 bis 890 das Khmer-Reich.
Indravarman I. war nicht verwandt mit Jayavarman II. oder Jayavarman III. Stattdessen führte er seinen Anspruch auf den Thron auf unbekannte prä-angkorische Herrscher zurück. In der Tat war er kein Prinz, sondern „ein Neffe von der Frau von Jayavarman II.“ Sein Erbrecht auf das Königsamt war daher fragwürdig, weswegen er herausgefordert wurde. Er war ein Thronräuber und musste für die Krone kämpfen. In einer ihm gewidmeten Inschrift ist zu lesen: „Die rechte Hand dieses Prinzen, lang und mächtig, war schrecklich im Gefecht, wenn sein Schwert auf seine Feinde fiel, zerstreute es Gliedmaßen in jede Himmelsrichtung. Er war nur beruhigt von Feinden, wenn sie flohen oder sich Indravarman anschlossen.“
Während auf Jayavarman II. die Gründung des Khmer-Reichs im Jahre 802 n. Chr. zurückgeht, betätigte sich Indravarman als Bauherr der ersteren größeren Tempel von Angkor, wie zum Beispiel Preah Ko. Ferner ließ er den ersten Baray errichten. Ziel war es vor allem, das Wasser, welches während der Monsunzeit vom Himmel regnete, zu sammeln und in der Dürrezeit durch Kanäle zu den Feldern zu leiten. Damit verbunden war ein öffentlicher Dienst, der für die Bewässerung und den Reisanbau zuständig war. In der hinduistischen Mythologie repräsentierte der Wasserspeicher einen Ozean und der Prasat genannte Tempelberg den Berg Meru, wo die Heimat der Götter liegt. Der König und seine brahmanischen Berater verrichteten während des gesamten Jahres viele Rituale, um den Glauben zu stärken und die natürlichen Zyklen positiv zu beeinflussen. Zum Beispiel wurde das Regen-machen-Ritual vor der Reisanbausaison praktiziert. Sofort nachdem Indravarman damit begann,
kündigte er an: „In fünf Tagen will ich beginnen zu graben.“ Er grub ein Becken mit immenser Größe: der Indratataka Baray war das größte Becken (Reservoir), das vor Indravarman's Zeit je gebaut wurde, 3,8 Kilometer lang und 800 Meter breit. Spätere Herrscher verordneten das Ausgraben des Reservoirs an und machten das vorher genannte Becken „klein“. Das Becken konnte rund 7,5 Millionen Kubikmeter Wasser während der Monsunzeit auffangen.

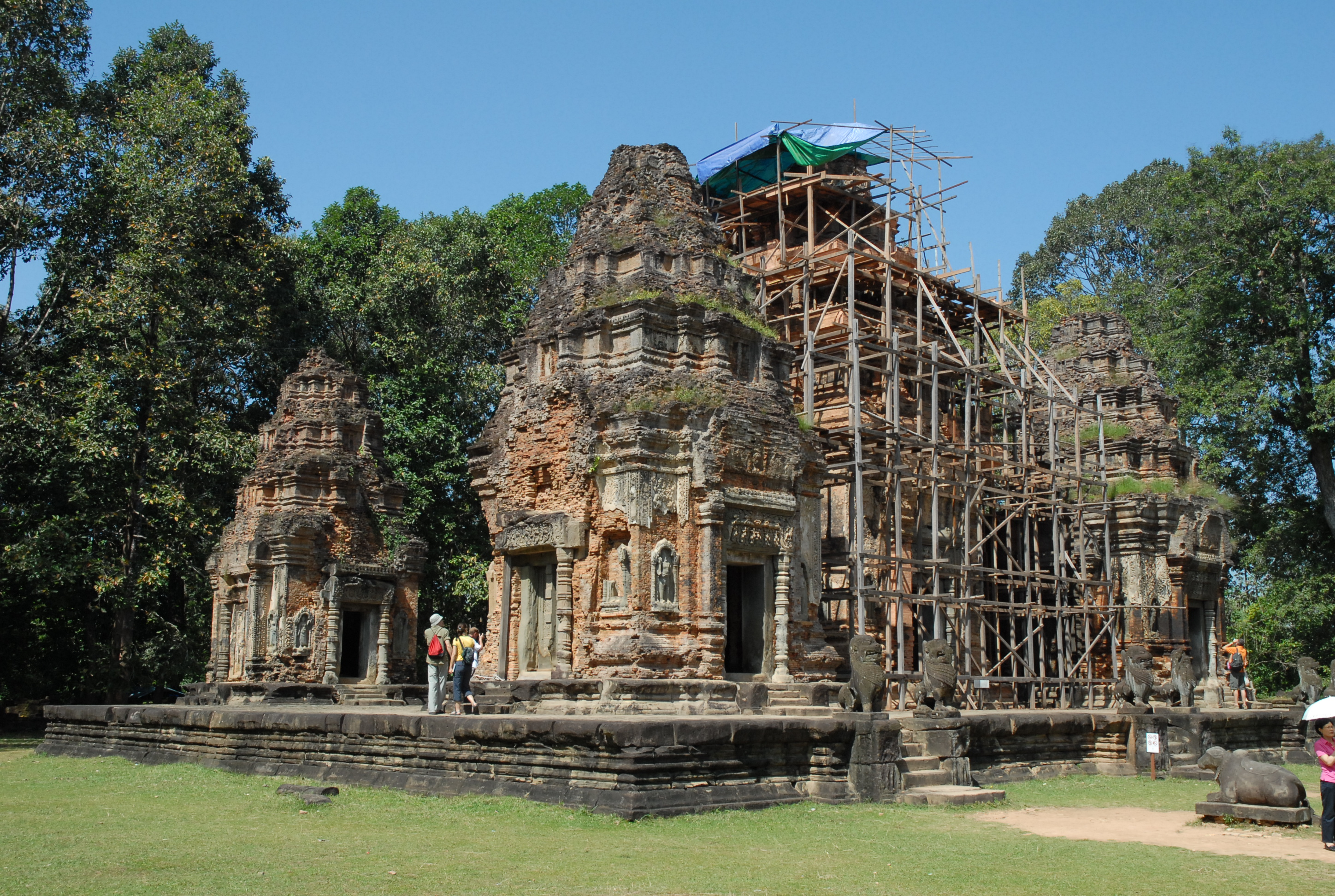
Preah Koh

Indravarman erbaute Schreine, die er seinem Gott, Ahnen, Eltern und anderen widmete. Bei Hariharalaya, welches als Hauptstadt diente und heute die Roluos-Gruppe bildet, ließ er Preah Ko errichten, welches er seinen Eltern, seiner Frau und dem Dynastiebegründer Jayavarman II. widmete. Nach Preah Ko ist der Baustil zur Zeit der Herrschaft Indravarman I. benannt worden.
Ein Prasat wurde ihm zu Ehren erbaut und wurde nach seinem Tod sein Grab. Kodizes identifizierten 13 angkorische Könige nach Jayavarman II., so dass Indravarman zwei Schreine für jeden dieser Könige (Nations- und Begräbnisschrein) aufstellte. Diese Schreine wurden mit gestuften Pyramiden erbaut, welche von Seen eingeschlossen wurden. Im Zentrum der Hauptstadt von Hariharalaya baute er den Staatstempel Bakong, der über zwei Umfassungsgräben verfügte. Im Bakong war der zentrale Schrein des Königreichs, der das offizielle Linga der Gottheit Shiva enthielt, beheimatet.
Indravarman starb im Jahr 890. Als Herrscher folgte ihm sein Sohn Yasovarman I.